# Nazionale maschile di calcio dell'eSwatini
La nazionale di calcio dell'eSwatini è la rappresentativa calcistica dell'omonima nazione africana, fino al 2018 nota come Swaziland, ed è posta sotto l'egida della eSwatini Football Association, fondata nel 1968 e affiliata alla FIFA dal 1978.
La selezione è una delle più deboli della confederazione africana e non ha mai preso parte alla fase finale della Coppa d'Africa né ha mai partecipato alla fase finale dei mondiali di calcio.
Occupa la 143ª posizione della classifica mondiale della FIFA.

## Storia
La nazionale della Swaziland esordì battendo per 2-0 il Malawi il 1º maggio 1968.
Esordì nelle qualificazioni alla Coppa d'Africa nelle eliminatorie per l'edizione del 1986.
Il 12 giugno 2015 ottenne una storica vittoria esterna a Casablanca contro la Guinea (2-1) in una partita di qualificazione alla Coppa d'Africa 2017. Per lo Swaziland fu la prima vittoria esterna nelle eliminatorie della Coppa d'Africa. Il match si sarebbe dovuto giocare a Conakry, ma la sede della partita fu spostata a causa di un'epidemia di ebola.

## Commissari tecnici
- Ted Dumitru (1983-1985)
- Dumisa Mahlalela (1992-1993)
- Scara Thindwa (1996)
- Jan Simulambo (1997)
- Francis Banda (1998-2000)
- Dumisa Mahlalela (2001-2002)
- Mandla Dlamini (2003)
- Francis Banda (2003)
- Werner Bicklehaput (2003)
- Dumisa Mahlalela (2004)
- Francis Banda (2005)
- Jan Van Winckel (2006)
- Ayman El Yamani (2006-2007)
- Martin Chabangu (2007, ad interim)
- Raoul Savoy (2007-2008)
- Ephraim Mashaba (2008-2010)
- Musa Zwane (2010-2011)
- Obed Mlotsa (2011)
- Caleb Ngwenya (2011-2012, ad interim)
- Valere Billen (2012-2013)
- Harris Bulunga (2013-2014, ad interim)
- Harris Bulunga (2014-2016)
- Pieter de Jongh (2017-2018)
- Anthony Mdluli (2018, ad interim)
- Kosta Papić (2018-2019)
- Dominic Kunene (2020-)

## Rosa attuale
Lista dei giocatori convocati per la doppia sfida di qualificazione alla Coppa d'Africa 2021 contro Guinea-Bissau e Senegal del 26 e 30 marzo 2021.
Presenze e reti aggiornate al 25 marzo 2021.
|  | P | Ncamiso Dlamini        | 19 ottobre 1989   | 2  | 0 | Royal Leopards      |  |  |
|  | P | Mathabela Sandanezwe   | 9 settembre 1989  | 19 | 0 | Mbabane Swallows    |  |  |
|  | P | Khanyakwezwe Shabalala | 23 settembre 1993 | 1  | 0 | Mbabane Highlanders |  |  |
|  |   |                        |                   |    |   |                     |  |  |
|  | D | Siboniso Mamba         | 24 febbraio 1991  | 19 | 2 | Young Buffaloes     |  |  |
|  | D | Lindo Mkhonta          | 10 aprile 1991    | 21 | 0 | Young Buffaloes     |  |  |
|  | D | Sihlangu Mkhwanazi     | 28 settembre 1989 | 2  | 0 | Young Buffaloes     |  |  |
|  | D | Mlamuli Msibi          | 19 agosto 1997    | 1  | 0 | Royal Leopards      |  |  |
|  | D | Sanele Tshawuka        | 11 febbraio 1990  | 4  | 0 | Green Mamba         |  |  |
|  |   |                        |                   |    |   |                     |  |  |
|  | C | Sandile Gamedze        | 3 dicembre 1994   | 15 | 2 | Young Buffaloes     |  |  |
|  | C | Mzwandile Mabelesa     | 21 aprile 1993    | 5  | 0 | Royal Leopards      |  |  |
|  | C | Sifiso Matse           | 14 maggio 1993    | 16 | 1 | Royal Leopards      |  |  |
|  | C | Siboniso Ngwenya       | 3 maggio 1994     | 14 | 0 | Young Buffaloes     |  |  |
|  | C | Wandile Shabangu       | 18 novembre 1991  | 9  | 0 | Young Buffaloes     |  |  |
|  | C | Njabulo Thwala         | 2 febbraio 1990   | 1  | 0 | Green Mamba         |  |  |
|  |   |                        |                   |    |   |                     |  |  |
|  | A | Phiwayinkhosi Dlamini  | 20 gennaio 1990   | 10 | 0 | Young Buffaloes     |  |  |
|  | A | Sidumo Dlamini         | Unknown           | 2  | 0 | Royal Leopards      |  |  |
|  | A | Fanelo Mamba           | 29 ottobre 2001   | 13 | 1 | Young Buffaloes     |  |  |
|  | A | Sabelo Ndzinisa        | 31 luglio 1991    | 36 | 7 | Mbabane Highlanders |  |  |
|  | A | Nhlanhla Ngwenya       |                   | 0  | 0 | Mbabane Swallows    |  |  |
|  | A | Muzi Tsabedze          | 23 settembre 1998 | 1  | 0 | Manzini Sea Birds   |  |  |

## Partecipazioni ai tornei internazionali

### Mondiali
| Anno | Luogo                    | Piazzamento     | V | N | P | Gol |
| ---- | ------------------------ | --------------- | - | - | - | --- |
| 1930 | Uruguay                  | Non iscritta    | - | - | - | -   |
| 1934 | Italia                   | Non iscritta    | - | - | - | -   |
| 1938 | Francia                  | Non iscritta    | - | - | - | -   |
| 1950 | Brasile                  | Non iscritta    | - | - | - | -   |
| 1954 | Svizzera                 | Non iscritta    | - | - | - | -   |
| 1958 | Svezia                   | Non iscritta    | - | - | - | -   |
| 1962 | Cile                     | Non iscritta    | - | - | - | -   |
| 1966 | Inghilterra              | Non iscritta    | - | - | - | -   |
| 1970 | Messico                  | Non iscritta    | - | - | - | -   |
| 1974 | Germania                 | Non iscritta    | - | - | - | -   |
| 1978 | Argentina                | Non iscritta    | - | - | - | -   |
| 1982 | Spagna                   | Non iscritta    | - | - | - | -   |
| 1986 | Messico                  | Non iscritta    | - | - | - | -   |
| 1990 | Italia                   | Non iscritta    | - | - | - | -   |
| 1994 | Stati Uniti              | Non qualificata | - | - | - | -   |
| 1998 | Francia                  | Non qualificata | - | - | - | -   |
| 2002 | Giappone / Corea del Sud | Non qualificata | - | - | - | -   |
| 2006 | Germania                 | Non qualificata | - | - | - | -   |
| 2010 | Sudafrica                | Non qualificata | - | - | - | -   |
| 2014 | Brasile                  | Non qualificata | - | - | - | -   |
| 2018 | Russia                   | Non qualificata | - | - | - | -   |
| 2022 | Qatar                    | Non qualificata | - | - | - | -   |

### Coppa d'Africa
| Anno | Luogo                      | Piazzamento     | V | N | P | Gol |
| ---- | -------------------------- | --------------- | - | - | - | --- |
| 1957 | Sudan                      | Non iscritta    | - | - | - | -   |
| 1959 | Rep. Araba Unita           | Non iscritta    | - | - | - | -   |
| 1962 | Impero d'Etiopia           | Non iscritta    | - | - | - | -   |
| 1963 | Ghana                      | Non iscritta    | - | - | - | -   |
| 1965 | Tunisia                    | Non iscritta    | - | - | - | -   |
| 1968 | Impero d'Etiopia           | Non iscritta    | - | - | - | -   |
| 1970 | Sudan                      | Non iscritta    | - | - | - | -   |
| 1972 | Camerun                    | Non iscritta    | - | - | - | -   |
| 1974 | Egitto                     | Non iscritta    | - | - | - | -   |
| 1976 | Etiopia                    | Non iscritta    | - | - | - | -   |
| 1978 | Ghana                      | Non iscritta    | - | - | - | -   |
| 1980 | Nigeria                    | Non iscritta    | - | - | - | -   |
| 1982 | Libia                      | Non iscritta    | - | - | - | -   |
| 1984 | Costa d'Avorio             | Ritirata        | - | - | - | -   |
| 1986 | Egitto                     | Non qualificata | - | - | - | -   |
| 1988 | Marocco                    | Non iscritta    | - | - | - | -   |
| 1990 | Algeria                    | Non qualificata | - | - | - | -   |
| 1992 | Senegal                    | Non qualificata | - | - | - | -   |
| 1994 | Tunisia                    | Non iscritta    | - | - | - | -   |
| 1996 | Sudafrica                  | Ritirata        | - | - | - | -   |
| 1998 | Burkina Faso               | Non qualificata | - | - | - | -   |
| 2000 | Ghana / Nigeria            | Non qualificata | - | - | - | -   |
| 2002 | Mali                       | Non qualificata | - | - | - | -   |
| 2004 | Tunisia                    | Non qualificata | - | - | - | -   |
| 2006 | Egitto                     | Non qualificata | - | - | - | -   |
| 2008 | Ghana                      | Non qualificata | - | - | - | -   |
| 2010 | Angola                     | Non qualificata | - | - | - | -   |
| 2012 | Gabon / Guinea Equatoriale | Non qualificata | - | - | - | -   |
| 2013 | Sudafrica                  | Non qualificata | - | - | - | -   |
| 2015 | Guinea Equatoriale         | Non qualificata | - | - | - | -   |
| 2017 | Gabon                      | Non qualificata | - | - | - | -   |
| 2019 | Egitto                     | Non qualificata | - | - | - | -   |
| 2021 | Camerun                    | Non qualificata | - | - | - | -   |